# NK Sloga Trenkovo
NK Sloga nogometni je klub iz Trenkova. Trenutačno se natječe u 1. ŽNL Požeško-slavonskoj. U klubu imaju svi uzrasti mlađih kategorija. 

## Povijest
Klub je osnovan 1932. godine. Nogometni stadion nalazi se kraj Dvorca Baruna Trenka u središtu naselja. Nakon osvajanja 2. ŽNL u sezoni 2011./12., Sloga je stabilan član 1. ŽNL.
Povodom 80 godina kluba u Trenkovu je 25. svibnja 2012. godine gostovao NK Široki Brijeg, te godine doprvak BiH i pobijedio rezultatom 6:1.

## Klupski uspjesi
- Prvak 2. ŽNL (2): 2004./05., 2011./12.
- Doprvak 1. ŽNL (1): 2015./16.